# Старые Бурундуки
 Старые Бурундуки  (чув. Кивӗ Пӑрӑнтӑк) — село в Буинском районе Татарстана. Входит в состав Бюрганского сельского поселения.

## География
Находится в юго-западной части Татарстана на расстоянии приблизительно 18 км на юг-юго-восток по прямой от районного центра города Буинск.

## История
Основано в середине XVII века татарами и чувашами. Позже подселились русские крепостные крестьяне. В 1661 году отмечено было 111 жителей. В начале XX века здесь действовала Никольская церковь (1877 года постройки) и волостное правление.
С 1856 по 1860 в удельном училище села учился будущий известный чувашский просветитель, миссионер и педагог Иван Яковлев.

## Население
Постоянных жителей насчитывалось: в 1795—744, в 1859—754, в 1897—1897, в 1913—1650, в 1920—1643, в 1926—1509, в 1938—1190, в 1949—908, в 1958—684, в 1970—656, в 1979—234, в 1989—134. Постоянное население составляло 127 человек (чуваши 52 %, русские 47 %) в 2002 году, 107 в 2010.